# Klas Lestander
Klas Lestander   (Arjeplog, 18 d'abril de 1931 - Arjeplog, 13 de gener de 2023) va ser un biatleta suec que va competir durant les dècades de 1950 i 1960.
El 1960 va prendre part en els Jocs Olímpics d'Hivern de Squaw Valley, on guanyà la medalla d'or en la cursa dels 20 quilòmetres del programa de biatló, cosa que el convertí en el primer campió olímpic de la disciplina. En el seu palmarès també destacava una medalla de bronze al Campionat del món de biatló de 1961. Mai va guanyar cap campionat suec.